# هوارد برمن
هوارد لارنس برمن (Howard Lawrence Berman) (متولد ۱۵ آوریل ۱۹۴۱)، وکیل و سیاستمدار بازنشستهٔ آمریکایی است که از سال ۱۹۸۳ تا ۲۰۱۳ نمایندهٔ ایالت کالیفرنیا در مجلس نمایندگان ایالات متحده بود. به عنوان عضو حزب دموکرات، در مجموع ۱۵ دوره از حوزهٔ انتخابیهٔ بیست‌وششم کنگره ایالتی تا زمان حوزه بندی مجدد و حوزهٔ انتخابیهٔ بیست‌وهشتم کنگره - که هردو بخش‌هایی از درهٔ سن فرناندو را در بر می‌گرفت - نمایندگی کرد.

## اوایل زندگی، آموزش و حرفهٔ حقوقی
برمن، پسر النور (موسوم به شاپیرو) و جوزف برمن، از یک والدین یهودی در لس آنجلس متولد شد. پدر بزرگ و مادر بزرگ مادریش، از روسیه به آنجا مهاجرت کرده بودند. در سال ۱۹۵۹ از مدرسهٔ عالی الکساندر همیلتون فارغ شد و در سال ۱۹۶۲ مدرک BA را در رشته روابط بین‌الملل و در سال ۱۹۶۵ مدرک کارشناسی در رشتهٔ حقوق را در دانشگاه کالیفرنیای لس آنجلس، به‌دست آورد. بلانچ بتینگتون، آموزگار تعلیمات مدنی وی در دانشکده، برمن را تشویق کرد تا به سیاست و حکومت وارد شود.
برمن عضو داوطلب (۱۹۶۶–۱۹۶۷) برنامه فقرزدایی یا VISTA در بالتیمور و سانفرانسیسکو بود و با یک شرکت حقوقی حقوقی لس آنجلس بنام لیوی، ون بورگ و هکلر (۱۹۶۷–۷۲)، به عنوان کارشناس روابط کار، همکاری می‌کرد.

## مجلس کالیفرنیا

### انتخابات
برمن در سال ۱۹۷۲ از حوزهٔ هالیوود هیلز، با کنار زدن رئیس علی موقت جمهوری‌خواه، در انتخابات مجلس برنده شد. برادر وی، مایکل، مدیر کمپین انتخاباتی کرسی مجلس سال ۱۹۶۸ هنری واکسمن، دوباره یک عملیات پستی هدفمند را راه‌اندازی کرد.

### دورهٔ تصدی
در سال ۱۹۷۴، برمن و واکسمن هردو با شورش ناموفق ویلی براون علیه لئو تی. مک‌کارتی، رئیس مجلس ایالتی کالیفرنیا مخالفت کردند که لئو تی. مک‌کارتی در ازای وفاداری برمن، وی را جوان‌ترین رهبر اکثریت در تاریخ مجلس تعیین نمود. زمانی‌که برمن می‌خواست جانشین مک‌کارتی شود، از طرف مک‌کارتی برکنار شد. با این وجود، مک‌کارتی مقام ریاست مجلس را حفظ کرده نتوانست، برمن هم برنده نشد و براون رئیس مجلس شد. سایر اعضای مجلس، او را یک سیاستمدار سرسخت می‌پنداشتند. برمن‌ها در زمینه‌سازی شکست در انتخابات مقدماتی برای حد اقل یک همکار (جک آر.فنتون) که با پیشنهاد او مخالفت کرده بود، کمک کرد.

### انتصاب‌ها در کمیته
برمن به عنوان رئیس کمیتهٔ پارلمانی دموکرات‌های و کمیتهٔ مدیریت تحقیقات سیاست مجلس خدمت کرد.

## مجلس نمایندگان ایالات متحده

### انتخابات‌ها

#### انتخابات سال ۱۹۸۲
پس از این‌که حوزه‌بندی مجدد، حوزه بیست و ششم را دموکراتیک‌تر ساخت، جان هاربن روزولت، عضو کنگره از حزب جمهوری‌خواه، در سال ۱۹۸۲ تصمیم گرفت در حوزه سی‌ام کنگره کالیفرنیا کاندید شود. برمن انتخابات مقدماتی حزب دموکرات برای کرسی خالی را با ۸۳٪ آرا و انتخابات عمومی را با ۶۰٪ آراء برنده شد.

#### انتخابات ۱۹۸۴ الی ۲۰۱۰
برمن از سال ۱۹۸۴ الی ۲۰۱۰، ۱۴ دوره در مجلس انتخاب شد و هیچگاه آرای وی کمتر از ۶۱٪ نبود.
سرشماری سال ۲۰۰۰ یک کرسی جدید و در کل ۵۳ کرسی به کالیفرنیا اختصاص داد. برمن «رئیس هیئت» در ارتباط به حوزه‌بندی مجدد، با تام دویس و دیوید دریر، اعضای حزب جمهوری‌خواه در مورد حفظ ۳۴ کرسی قطعی برای دموکرات‌ها، اضافه نمودن یک حوزهٔ انتخاباتی جدید برای جمهوری‌خواه و ابقای نزده نماینده حزب جمهوری‌خواه، توافق نمود. تعداد زیادی از اعضای حزب دموکرات کالیفرنیا در مجلس نمایندگان و مجلس سنای ایالتی کالیفرنیا، مایکل برمن بردار هووارد برمن را در بدل ۲۰٬۰۰۰ دلار فیس در هر حوزهٔ، مشاور حوزه‌بندی مجدد استخدام نمودند. پس از رونمائی طرح اوت ۲۰۰۱، برد شرمن، عضو کنگره، عضو حزب دموکرات ایالت کالیفرنیا، با بیان این‌که «هووارد برمن از عقب بر من خنجز زد»، شکایت کرد که این طرح امنیت کرسی وی را با تعداد زیادی از رای‌دهندگان اسپانیایی تضعیف می‌کند. برمن به ترسیم مجدد مرز بین نواحی موافقت کرد و ۵۶٪ جمعیت لاتین را خود و ۳۷٪ آن را به شرمن اختصاص داد. طرح حوزه‌بندی مجدد از یک چالش دادگاه که از جانب سازمان صندوق آموزشی و دفاع حقوقی آمریکایی مکزیکی (MALDEF) ارائه شده بود نجات پیدا کرد، این سازمان ادعا می‌کرد که حوزه‌بندی مجدد سبب کمرنگ شدن نمایندگی اسپانیایی‌ها شده‌است. تعداد اعضای جمهوری‌خواه در مجلس افول کرد؛ آن‌ها صرف ۱۹ عضو در هیئت نمایندگی کنگره یازدهم داشتند.
برمن از سال ۲۰۰۱ تا سال ۲۰۰۶، مبلغ ۱۹۵٬۰۰۰ دلار از بودجهٔ کمپین را به شرکت مشورت‌دهی برادرش مایکل برمن، بنام برمن و دآگوستن، پرداخت نمود. در کمپین انتخاباتی سال ۲۰۰۲، مبلغ ۷۵٬۰۰۰ دلار هزینه مشورت‌دهی سیاسی به شرکت برمن و دآگوستن پرداخت شد. در سال ۲۰۰۵، مبلغ ۵۰٬۰۰۰ دلار فیس مشاوره به این شرکت پرداخت شد و مبلغ ۸۰٬۵۰۰ دلار اضافی فیس مدیریت کمپین و مشورت‌دهی برای خود برمن پرداخت شد. در سال ۲۰۰۶ مبلغ ۷۰٬۰۰۰ دلار فیس مشاوره پرداخت شد.

#### ۲۰۱۲
برمن متعاقب حوزه‌بند مجدد، تصمیم گرفت کاندید کرسی حوزهٔ انتخابیهٔ سی‌ام کنگره کالیفرنیا که اخیراً دوباره ترسیم شده بود، شود که در این رقابت با همکار دموکراتش، برد شرمن، مواجه شد. شرمن در این رقابت پیش بود، زیرا قبلاً نمایندهٔ نیمی از حوزهٔ انتخابیه بود. در حدود ۶۰٪ رای‌دهندگان حوزهٔ انتخابیهٔ سی‌ام جدید، در حوزهٔ انتخابیه قبلی شرمن اقامت داشتند در حالی‌که صرف ۲۰٪ رای‌دهندگان در حوزهٔ انتخابیه مربوط به برمن زندگی می‌کردند.
این رقابت که در قرار گرفتن دو کاندید خیلی مشابه یک حزب در مقابل همدیگر در انتخابات عمومی بی‌سابقه بود، «رقابت خیلی شدید» نامیده شد. برمن حمایت در حدود دو سوم نمایندگان دموکرات کنگره کالیفرنیا را دریافت نمود. حامیان شرمن عبارت بودند از نائب فرماندار وقت گوین نیوسام از کالیفرنیا، جان چیانگ کنترل کنندهٔ وقت ایالت از کالیفرنیا، بل کلینتون رئیس‌جمهور سابق و جان کانیرز عضو کنگره از میشیگان.
شرمن در ۵ ژوئن سال ۲۰۱۲ در انتخابات مقدماتی آزاد هفت کاندید با اخذ ۴۲٪ آرا، در جایگاه نخست قرار گرفت. برمن با کسب ۲۶٪ آرا در جایگاه دوم ایستاد. سیستم دو کاندید ممتاز مقدماتی ایالت که در سال ۲۰۱۰ اجرا شد، به دو کاندید از یک حزب اجازه می‌دهد تا در انتخابات عمومی رو در رو با هم به رقابت بپردازند. برمن به‌عنوان دموکرات بیشتر محافظه‌کار کاندید شد و امیدوار بود که رای دموکرات را تقسیم نماید و بر آرای مستقل و محافظه کار تسلط پیدا نماید. با این‌حال، در انتخابات عمومی، شرمن با کسب ۶۰٫۳٪ آرا در برابر ۳۹٫۷٪ برمن را شکست داد.

### سمت‌های سیاسی
برمن، «یکی از خلاق‌ترین اعضای مجلس و یکی از روشن فکرترین مجریان در سیاست آمریکا»، توصیف شده‌است. وی در مسائل مختلفی یک قانون‌گذار فعال بود است اما همچنین به‌عنوان کسی توصیف شده‌است که «شخصی که مورد زیاد توجه عمومی قرا نگرفته».
برمن حامی قانون دعاوی دروغین سال۱۹۸۶ در مجلس بود، این قانون دادرسی مدنی توسط مخبرین را مجاز شمرد. این کار منجر به حصول بیش از ۱ میلیارد دلار برای دولت ایالات متحده شد.
برمن طرفدار حفاظت از مشاغل صنعت فیلم آمریکایی در برابر بیرون سپاری یا منبع یابی از خارج شرکت («تولید فراری»)، بود. او همچنین به اصلاح قانون اساسی به‌منظور الزامی سازی بودجه متوازن، ممنوعیت بی حرمتی به پرچم آمریکا، قانون دفاع از ازدواج و محدودیت‌های سقط جنین، رای منفی داد.
با این وجود، برمن با جناح راست بر یک تعداد مسائل، به‌ویژه سیاست خارجی و بازرگانی، هم‌نظر است. برمن به تهاجم نظامی به عراق در سال ۱۹۹۱ و سال ۲۰۰۳ و به همین‌گونه به قانون اصلاحات فیسا یا قانون نظارت اطلاعات خارجی FISA رای مثبت داد، مواضعی که جایگاه وی را در میان بسیاری از لیبرال‌های حوزهٔ انتخابیه‌اش صدمه زد. در حالی‌که در کل از تجارت آزاد - به‌طور مثال، به قرارداد تجارت آزاد آمریکای شمالی (NAFTA) و قراردادهای مختلف با کشورهای مشخص رای مثبت داد - حمایت می‌کرد، به قرارداد تجارت آزاد آمریکای مرکزی (CAFTA)، رای منفی داد. وی مخالف لغو حمایت ایالات متحده از سازمان تجارت جهانی است. در همان سال، به توقف تدریجی برنامه‌های یارانهٔ کشاورزی که به‌عنوان بخشی از نیو دیل (برنامهٔ اقتصادی و اجتماعی) توسط دولت رئیس‌جمهور فرانکلین دلانو روزولت به اجراء درآمده بود، رای داد.
برمن در کنگره رهبری تحقیقات در مورد رفتار اعضای مجلس در رسوایی صفحه مارک فولی را به‌عهده داشت.